# Bist du bei mir
Bist du bei mir, svenska "Är du med mig", (BWV 508) är en aria av den tyske kompositören Gottfried Heinrich Stölzel. Stycket har ibland felaktigt tillskrivits Johann Sebastian Bach, eftersom det ingick i hans Notbok för Anna Magdalena Bach. Arian utgör en del av Gottfried Heinrich Stölzels opera Diomedes, oder die triumphierende Unschuld som uppfördes i Bayreuth den 16 november 1718. Partituret har sedan dess gått förlorat. 
Stycket har blivit ett populärt musikval för bröllop och andra högtidsceremonier. 

## Originaltext (tyska)
Bist du bei mir, geh' ich mit Freuden

zum Sterben und zu meiner Ruh'.

Ach, wie vergnügt wär' so mein Ende,

es drückten deine lieben Hände

mir die getreuen Augen zu!